# Eddie Laycock
Eddie Laycock (Dublín, 25 de mayo de 1961) es un expiloto de motociclismo irlandés, que compitió en el Campeonato del Mundo de Motociclismo desde 1988 hasta 1992.

## Biografía
Laycock fue ganador en dos ocasiones del TT Isla de Man, en 1986, Laycock terminó segundo detrás de Brian Reid en el Campeonato Mundial de Fórmula TT 2. En 1987 batió a Reid para ganar la TT Junior 250cc carrera, y en 1989 ganó repitió Supersport 400cc la victoria. También compitió en el Campeonato del Mundo de Motociclismo de 500cc con el equipo Millar Racing desde 1988 hasta 1992. Su mejor resultado fue un noveno puesto en el Gran Premio de los Países Bajos y su mejor posición en la general fue un duodécimo puesto en 1991.
En 2015, Laycock y Gerry Lawlor prepararon la Yamaha TZ250 para Ian Lougher para pilotar en la categoría Lightweight de la Isla de Man Classic TT .

## Resultados en el Campeonato del Mundo
Sistema de puntuación desde 1969 hasta 1987:
| Posición | 1  | 2  | 3  | 4 | 5 | 6 | 7 | 8 | 9 | 10 |
| Puntos   | 15 | 12 | 10 | 8 | 6 | 5 | 4 | 3 | 2 | 1  |

(Carreras en negrita indica pole position; carreras en cursiva indica vuelta rápida)
| Año  | Clase | Moto   | 1       | 2       | 3       | 4       | 5      | 6      | 7      | 8      | 9       | 10      | 11      | 12      | 13     | 14      | 15     | Pts. | Pos. |
| ---- | ----- | ------ | ------- | ------- | ------- | ------- | ------ | ------ | ------ | ------ | ------- | ------- | ------- | ------- | ------ | ------- | ------ | ---- | ---- |
| 1988 | 500cc | Honda  | JPN -   | USA -   | SPA Ret | EXP Ret | NAT -  | GER -  | AUT -  | NED 20 | BEL 17  | YUG 20  | FRA 21  | GBR 17  | SWE -  | CZE Ret | BRA -  |      | 0    |
| 1989 | 500cc | Honda  | JPN -   | AUS -   | USA -   | SPA 15  | NAT -  | GER -  | AUT -  | YUG -  | NED Ret | BEL 14  | FRA 16  | GBR DNQ | SWE -  | CZE 17  | BRA -  | 2    | 44.º |
| 1990 | 500cc | Honda  | JPN -   | USA -   | SPA 11  | NAT -   | GER -  | AUT -  | YUG -  | NED 12 | BEL 13  | FRA 11  | GBR 12  | SWE -   | CZE 14 | HUN 14  | AUS 11 | 30   | 17.º |
| 1991 | 500cc | Yamaha | JPN Ret | AUS 13  | USA 13  | SPA 11  | ITA 10 | GER 10 | AUT 10 | EUR 12 | NED Ret | FRA -   | GBR 11  | RSM 11  | CZE 11 | VDM 11  | MAL 12 | 57   | 12.º |
| 1992 | 500cc | Yamaha | JPN Ret | AUS Ret | MAL 10  | SPA Ret | ITA 14 | EUR 19 | GER 15 | NED 9  | HUN 10  | FRA Ret | GBR Ret | BRA 20  | RSA 18 |         |        | 4    | 17.º |